# Néopaganisme finnois

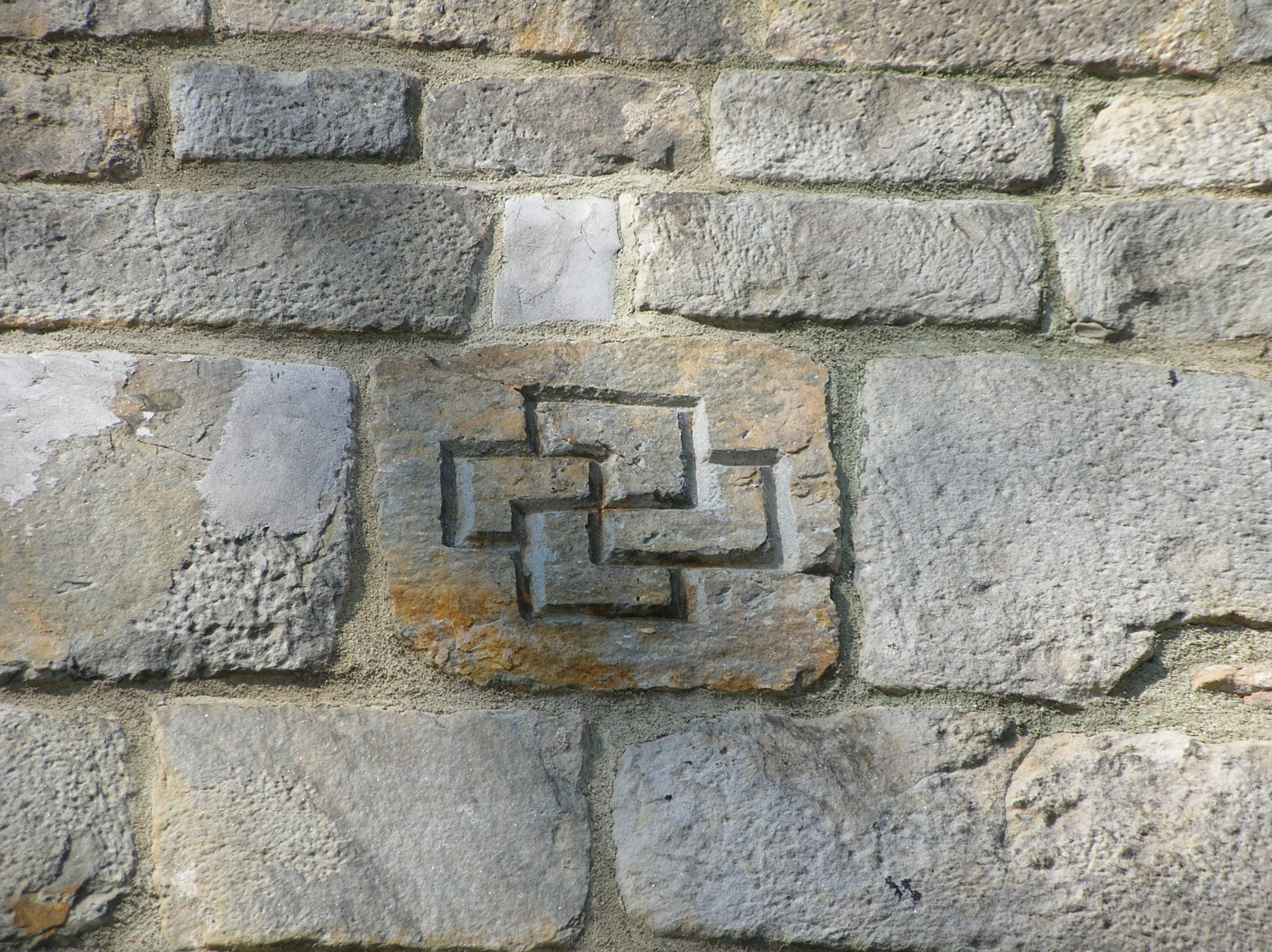
Le Tursaansydän, symbole païen.

Le néopaganisme finnois, (en finnois : suomenusko, litt. « foi finnoise ») est un mouvement de renouveau contemporain de la religion polythéiste présente en Finlande avant l’avènement du christianisme dans la région. Le mouvement Ukonusko (« Foi d'Ukko », organisé autour du dieu Ukko), créé au début du XXe siècle en est un précurseur. Le problème principal que rencontre ce mouvement de néo-païen tient en la nature même de la culture finnoise pré-chrétienne, qui était principalement orale et dont il ne reste que très peu de traces. Ainsi, les sources dont nous disposons sur ces traditions pré-chrétiennes ont été principalement rédigées plus tard, pendant l'ère chrétienne.
Ce renouveau s'organise autour de deux organisations : l'Association de la religion finnoise autochtone (Suomalaisen kansanuskon yhdistys ry), basée à Helsinki et officiellement reconnue depuis 2002, et l'Association de l’Étoile Polaire (Taivaannaula ry) dont le siège est à Turku mais qui possède des antennes dans de nombreuses autres villes et qui est officiellement active depuis 2007.

## Histoire et caractéristiques
Dans l'est de la Finlande et en Carélie, les différentes croyances, traditions et mythes païens ont longtemps coexisté avec le luthéranisme, au moins jusqu'à la première partie du XXe siècle. Les premières tentatives de renouer avec ces croyances  anciennes ont été d'abord menées pour glorifier la culture nationale finlandaise,.
Culte de la nature, respect des traditions et égalité sont des principes de base de ce mouvement néo-païen. La religion indigène finnoise peut être considéré comme « ethno-païenne », dans le sens où elle fait référence à une conscience et à une identité nationale. Les adeptes de cette religion ne se considèrent pas nécessairement comme « païens » et ne s'identifient pas non plus à des nouvelles religions telles que la Wicca.
L'accent mis sur l'amour de la mère patrie est la clé pour trouver un équilibre dans la relation entre l'être humain et la nature, l'ancienne et la nouvelle génération, tant comme individu que comme communauté. De nombreux lieux naturels encore sauvages, tels que des bosquets, des sources ou des rochers, sont considérés comme sacrés par les disciples de cette religion Ils considèrent en effet que dieux, esprits et ancêtres habitent ou parcourent ces espaces naturels (hiisi).
En 2013, Taivaannaula a lancé un projet d'ampleur nationale dans le but de sensibiliser la population et de protéger les sites sacrés sur le territoire finlandais. En décembre 2013, Karhun kansa (« Peuple de l'Ours ») a été officiellement reconnu comme une communauté religieuse, devenant ainsi la première association néo-païenne avec ce statut en Finlande. Celui-ci permet par exemple de célébrer des mariages, des baptêmes ou des enterrements.

## Croyances
La religion finnoise indigène est polythéiste, et de nombreuses divinités peuplent son panthéon : Ukko, dieu de l'orage et divinité principale, Akka, déesse de la fertilité, épouse d'Ukko, Ahti, dieu de la mer, Tapio, dieu des forêts, Pekko, dieu agraire, ou encore Nyyrikki et Mielikki, divinités chasseresses. On y trouve aussi Ilmarinen, un autre dieu céleste, dieu forgeron, parfois assimilé à Ukko, Louhi, la sorcière des glaces, Turisas, un monstre marin terrifiant, Lemminkäinen, un héros mythique, Väinämöinen, un autre héros mythique, dieu créateur, dieu de la poésie, de la musique et de la magie. Pour eux le monde est peuplé de hiisi (esprits d'un lieu sacré, genii loci) et de haltija (esprits ou divinités secondaires).
Le culte des ancêtres joue également un rôle majeur dans cette religion. Pour ses adeptes, l'au-delà est un endroit nommé Tuonela, où résident différentes divinités, notamment Tuoni, le dieu de la mort.

### Célébrations
Diverses fêtes traditionnelles sont célébrées, notamment Hela, qui loue l'arrivée du printemps et de la saison agricole, Juhannus ou Ukon juhla, le solstice d'été, Kekri, qui marque la fin de la saison des moissons et qui est dévolu à la mémoire des défunts, et Joulu, le solstice d'hiver.
Certains croyants finnois traditionnels parcourent des forêts sacrées, où l'on peut parfois trouver des idoles divines en bois ou des pierres sacrées. Certains célèbrent le cycle annuel, à l'aide par exemple de grands feux de camp, de danses, de sacrifices ou d'autres rites en tout genre. Un rituel, qui était déjà pratiqué par les anciens, est de boire un toast pour le dieu du tonnerre, Ukko à l'occasion des festivités du solstice d'été (Ukon juhla en finnois).

### Religions ouraliennes
- Marla (religion)

### Religions baltes
- Dievturi
- Druwi

### Religions slaves
- Rodnovery